# Owain Doull
Owain Doull (Cardiff, 2 de maig de 1993) és un ciclista gal·lès professional des del 2014 i actualment a l'equip EF Education-EasyPost. Combina tant la ruta com la pista. Medallista als Campionats del món de Persecució per equips i doble Campió d'Europa en la mateixa prova.
El 2016 aconseguí la medalla d'or als Jocs Olímpics de Rio de Janeiro, també en la prova de Persecució per equips.

## Palmarès en pista
- 2011
  -  Campió d'Europa júnior en Persecució per equips (amb Jonathan Dibben, Samuel Lowe i Joshua Papworth)
- 2012
  -  Campió del Regne Unit en Persecució
  -  Campió del Regne Unit en Persecució per equips
- 2013
  -  Campió d'Europa en Persecució per equips (amb Edward Clancy, Steven Burke i Andrew Tennant)
- 2014
  -  Campió d'Europa en Persecució per equips (amb Edward Clancy, Jonathan Dibben i Andrew Tennant)
- 2015
  -  Campió d'Europa en Persecució per equips (amb Bradley Wiggins, Jonathan Dibben, Andrew Tennant, Steven Burke i Matthew Gibson)
- 2016
  -  Medalla d'or als Jocs Olímpics de Rio de Janeiro en persecució per equips (amb Steven Burke, Bradley Wiggins i Edward Clancy)

### Resultats a laCopa del Món en pista
- 2013-2014
  - 1r a Manchester, en Persecució per equips
  - 1r a Aguascalientes, en Scratch
- 2014-2015
  - 1r a Londres, en Persecució per equips
  - 1r a Londres, en Madison

## Palmarès en ruta
- 2014
  - 1r al Triptyque des Monts et Châteaux i vencedor d'una etapa
- 2015
  -  Campió del Regne Unit sub-23 en ruta
  - Vencedor de 2 etapes a la Fletxa del sud
- 2019
  - Vencedor d'una etapa del Herald Sun Tour
- 2020
  - Vencedor d'una etapa al Tour La Provence

### Resultats a la Volta a Espanya
- 2019. 70è de la classificació general

### Resultats al Giro d'Itàlia
- 2022. Abandona (7a etapa)

### Resultats al Tour de França
- 2022. 90è de la classificació general